# Polizei (1928)
Polizei (Originaltitel: The Drag Net) ist ein US-amerikanischer Kriminalfilm aus dem Jahr 1928 von Josef von Sternberg mit George Bancroft, Evelyn Brent und William Powell in den Hauptrollen. Das Drehbuch des Stummfilms basiert auf der Erzählung Nightstick von Oliver H. P. Garrett.

## Handlung
Timothy Nolan wird zum Leiter der New Yorker Kriminalpolizei ernannt und lässt als erste Maßnahme sämtliche Kriminelle der Stadt festnehmen. Der Gangsterboss Dapper Frank Trent stellt Kaution für alle, einschließlich der Kriminellen „The Magpie“. Nolan ist besonders beeindruckt von dem Mädchen, das Kappen aus schwarz-weißen Federn trägt und von bewaffneten Männern begleitet wird. Sie und der Polizist haben eine Reihe sexuell aufgeladener Begegnungen, bevor sie freigelassen wird. 
Nolan macht sich auf die Suche nach Trent und dringt in sein Versteck ein, unterstützt von seinem Freund Shakespeare. Trent, bewaffnet mit einem Maschinengewehr, tötet Shakespeare, lässt Nolan jedoch glauben, dass sein Schuss dies getan hat. Nolan quittiert seinen Dienst und wird zum Trinker. Trent findet ihn bewusstlos auf und bietet ihn als Krönung eines Gangsterbanketts an, an dem auch die The Magpie teilnimmt. Sie hat Mitleid mit dem gedemütigten Mann und findet heraus, dass er seinen Freund nicht getötet hat. Sie offenbart ihm dies, was Nolan zur Besinnung kommen lässt. Trent schießt The Magpie nieder und wird daraufhin von Nolan getötet. Nolan tritt wieder in den Polizeidienst ein und heiratet The Magpie nach ihrer Genesung.

## Hintergrund
Hans Dreier oblag die künstlerische Leitung. Travis Banton war für das Kostümbild zuständig. 
Da keine Kopien der acht Filmrollen existieren, gilt der Film als verschollen.

## Veröffentlichung
Die Premiere des Films fand am 26. Mai 1928 statt. 1939 kam er im Deutschen Reich und in Österreich in die Kinos.

## Kritiken
Mordaunt Hall von der The New York Times schrieb, der Film sei ein ausgesprochen mittelmäßiger Versuch, der höchst enttäuschend sei, wenn man etwas wie Unterwelt, Mr. von Sternbergs preisgekrönte Produktion, erwartet hat. Der Film strotze vor extravaganter Action, und obwohl Gauner und Ermittler in regelmäßigen Abständen fertig gemacht werden, sei das Ergebnis kaum aufregend. Er sei ohne jede wirklich dramatische Qualität, und daher werde einem das Massaker, das der Regisseur anrichtet, gleichgültig.
In der Variety hieß es, der Film verdiene aufgrund seiner Schnelligkeit und Spannung vielleicht mehr Anerkennung für seinen Filmeditor als für den Rest des technischen Teams. Der Schnitt ist manchmal unglaublich schnell, genau auf der Action, keine Sequenz sei zu lang.